# 이승욱 (프로게이머)
이승욱은 대한민국 전직 카운터-스트라이크 프로게이머로 아이디는 Garsia를 사용하다가 위메이드 폭스 이후로는 lsw을 사용하고 있다. project_kr에서 정식 라인업으로 활동한 적이 있으며, 카운터 스트라이크 소스의 서울진화에서 전성기를 누렸다. 후에 project_kr의 위메이드 폭스 인수로 재창단 이후 다시 돌아왔다. 2010년 은퇴하고 이승욱의 자리는 esq.wind클랜의 정범기(peri)가 대신 맡았다.

## 수상 경력
- 2010.04 카스온라인 동아시아대회 우승
- 2010.02 ESL S4 Asia Championship Finals 우승
- 2009.11 실내아시아경기대회 e스포츠부문 금메달
- 2009.10 ESL 인텔 익스트림 마스터즈 시즌 4 3위
- 2009.09 GameGune 2009 준우승
- 2009.07 e-Stars Continental Cup East 승
- 2009.07 e-Stars King of the Game 준우승
- 2009.05 DTS-CUP 준우승
- 2009.03 Inter Extreme Masters Global Final 5~6위
- 2009.01 Inter Extreme Asia Masters 2위
- 2008.11 World Cyber Games 3위
- 2008.10 Wrold E-sports Masters 3위
- 2008.09 IEF Korea Qualify Tournament 우승
- 2008.08 ESWC Grand Final 2위
- 2008.07 WCG Korea Qualify Tournament 우승
- 2008.07 이스타즈 서울 2위
- 2008.07 ESWC Masters 5~8위
- 2008.07 ESWC Korea Qualify Tournament 우승
- 2008.05 Nexon Counter-Strike Online Tournament 3위
- 2008.03 ESL Extreme Masters 3위
- 2008.01 ESL Extreme Masters Korea Qualify Tournament 우승
- 2007.10 5~8위 WCG2007GrandFinal
- 2007.10 5위 Extreme MastersLA2007
- 2007.08 우승 WCG2007 한국대표선발전
- 2007.08 우승 CGS 한국국가대표선발전 CS:S
- 2007.06 IEF2007 중국대표선발전 초청전 참가
- 2007.06 우승 ESWC2007 한국대표선발전
- 2007.06 우승 KCSL Elite Season 우승
- 2007.05 우승 XPEED FPSGAME LEAGUE
- 2007.03 3위 Razer 배 카운터스트라이크 리그
- 2007.03 2006 대한민국 e스포츠 대상 올해의 카스팀
- 2007.03 준우승 Kespa Cup 카운터스트라이크 리그
- 2006.12 6위 CPL winter champion ship
- 2006.11 준우승 CPL KOREA
- 2006.10 5~8위 WCG 2006 Grand Final 5~8th
- 2006.09 3위 IEF Grand final
- 2006.08 우승 WCG 2006 한국대표선발전
- 2006.07 우승 IEF 2006 한국국가대표선발전
- 2006.07 우승 MIL WEF2006 한국국가대표 선발전
- 2006.06 우승 dynamic KOREA 이스포츠 홍보대사 한국대표
- 2006.05 4강 MIL ESWC2006 한국국가대표 선발전
- 2006.05 우승 MIL CPL2006 summer 한국국가대표 선발전
- 2006.05 3위 WEG 2006 Master
- 2005.12 우승 2005 CGEL 한중 E-sports 대항전
- 2005.12 준우승 WEG CJ Grand Final
- 2005.09 우승 WEG 2005 한국대표 선발전
- 2005.09 우승 WCG 2005 한국대표선발전
- 2005.08 우승 CGL 사이버파크 게임리그 한중대항전 한국예선
- 2005.06 8~12th WEG season 2 한국대표 project_kr 8~12th